# Daphnée Leef
Daphni Leef, en hébreu : דפני ליף, , née le 7 janvier 1986, est une militante politique israélienne. Elle est l'une des initiatrices du mouvement israélien pour des logements accessibles et l'une de ses chefs de file. 

## Biographie
Fille du compositeur israélien Yinam Leef, elle est née et a grandi à Jérusalem, dans le quartier de Réhavia. Elle a étudié au lycée hébraïque Rehaviah. En 2002, sa famille part s'installer à Kfar Shemaryahu, dans le district de Tel Aviv.
En septembre 2002, elle signe avec plusieurs autres jeunes une lettre publique déclarant son refus de servir dans l'Armée de défense d'Israël. La lettre est diffusée par le parti de droite Mon Israël.
En 2005, après son cursus scolaire au lycée, Daphnée Leef part pour Tel Aviv afin d'étudier le cinéma à l'université de Tel Aviv. Elle en sort diplômée en 2008.
En octobre 2011, l'Orchestre philharmonique d'Israël présente Matti Kovler's Fanfare to Israel, inspiré par Daphni Leef, et citant la chanson d'Eviatar Banai, Yesh Li Sikui. Le poète Doron Braunshtein enregistre la chanson Inspired By Daphni Leef. En mai 2012, le groupe de rock israélien, The Giraffes sortent la chanson, Daphni Daphni (דפני דפני).